# Chromis xutha
Chromis xutha és una espècie de peix de la família dels pomacèntrids i de l'ordre dels perciformes.

## Morfologia
Els mascles poden assolir els 7 cm de longitud total.

## Distribució geogràfica
Es troba a Kenya, les Maldives, Tanzània i les Comores.